# François de Verninac de Croze
Pour les autres membres de la famille, voir Famille de Verninac.
François de Verninac de Croze est un homme politique français né le 6 septembre 1803 à Marseille (Bouches-du-Rhône) et mort le 1er avril 1871 à Martel (Lot).

## Biographie
Président du tribunal civil de Tulle, il est député de la Corrèze de 1846 à 1848, siégeant dans la majorité soutenant la monarchie de Juillet. Durant cette même période, il est conseiller général du canton de Martel, dans le département du Lot.